# 愛新覚羅溥偉
愛新覚羅 溥偉（あいしんかくら ふい、アイシンギョロ・プウェイ、満洲語: ᠠᡞᠰᡞᠨ ᡤᡞᠣᠷᠣ
ᡦᡠ ᠸᡝᡞ 転写：aisin-gioro pu-wei、1880年12月30日 - 1936年10月10日）は、恭親王奕訢の次子載瀅（さいえい）の子。奕訢が死んだとき、嫡子の載澂（さいちょう）は父に先立って没していたため、孫の溥偉が1898年に恭親王の爵位を継いだ。溥偉は近支宗室の「溥」の世代であり光緒帝の後継者候補の一人と目されたために、1908年に溥儀（宣統帝）が即位し、醇親王載灃が監国摂政王となり政権を担当した醇親王体制下では冷遇され、官職は禁煙大臣を務めたのみであった。
辛亥革命が勃発し、袁世凱が宣統帝退位を迫ると、御前会議において粛親王善耆とともに退位反対を主張した。退位が避けられない情勢になると、溥偉はドイツの援助を求め青島に、粛親王善耆は日本の援助を求め旅順に渡り、復辟運動を行った。
1922年に青島が日本の占領から中国に返還されると、大連に移住し星ヶ浦に屋敷を建てた。
1931年に満洲事変が勃発すると、日本の大陸浪人らに担ぎ上げられて四民維持会の会長に推され、奉天の祖先の陵墓で祭祀を行い、清朝復辟運動を行ったが、関東軍は溥儀を担ぎ上げる方針に決定したため、溥偉らの運動は中止させられた。
満洲国においては役職に就かなかったが、溥儀の命で清朝の祖先の陵墓の祭祀などを行うことがあった。1936年1月溥儀に謁見するために訪れていた新京で死去した。諡は賢。